# Titolo di debito
In finanza i titoli di debito sono dei titoli che vengono emessi da soggetti (detti debitori) che hanno bisogno di finanziamenti, ovvero liquidità di denaro; questi titoli vengono a loro volta sottoscritti (cioè acquistati) da risparmiatori (i creditori). Tale prestito avviene per un tempo stabilito concordato tra i creditori e i debitori; alla scadenza del tempo, il debitore deve rimborsare al creditore oltre al capitale ricevuto anche un interesse. Questi titoli fanno parte della più ampia categoria dei titoli di credito: la maturazione di interessi e la funzione di "titoli di massa" (poiché destinati a forme di investimento "di massa") li distingue da altri titoli di credito in senso "stretto" comunque destinati alla circolazione del credito monetario ma che incorporano un diritto, che si trasferisce con il titolo stesso, a ricevere come prestazione una somma di denaro.

## Esempi
Classico esempio di titolo di debito è il titolo di Stato: in questo caso l'emittente è uno Stato, che riceve un prestito da chi acquista il titolo (il sottoscrittore) in cambio del rimborso del capitale ricevuto assieme ad un interesse alla scadenza del titolo. Per medesime modalità, un altro titolo di debito è l'obbligazione, che può anche essere emessa da una società.